# Science et technologie au Chili
La science et technologie au Chili est dirigée par la Commission Nationale de Recherche Scientifique et technologique.

## Histoire
Les origines de la physique en Chili se remontent aux chaires de physique expérimentale initiée par Juan Martínez de Roses entre 1781 et 1783 dans le Collège San Carlos, aussi dénommé Collège Carolino.
Postérieurement, avec l'inauguration de l'Institut National le 10 août 1813, ils ont commencé à installer des classes, dix-huit chaires desquelles une correspondait à physicienne expérimentale. Celle-ci était dirigée par le José Alejo Bezanilla et s'enseignait au sein du cours de sciences Naturelles. Après le désastre de Rancagua, le chef militaire réaliste Mariano Osorio a assumé le commandement du pays avec le titre de gouverneur, puis il abolit toutes les initiatives républicaines décrétées par José Miguel Course et Bernardo Ou'Higgins, et ont restaure les institutions de gouvernement, administratifs et judiciaires de la Colonie. Entre ces initiatives il se nomme l'Institut National.
Selon Flavio et Claudio Gutiérrez, un des premiers scientifiques en parler sur le développement de la science en Chili a été le jésuite Juan Ignacio Molina.

## Développement
En Biotechnologie, le biochimiste Pablo Valenzuela a participé à la création du vaccin contre le virus de l'hépatite B, la découverte du virus de l'hépatite C et le développement d'un procès pour produire de l'insuline humaine à partir de levures; en plus, sous sa direction, le clonage et le séquençage scientifiques du virus du sida.
En technologie souligne Sôki, une automobile électrique.

## Institutions
- Académie chilienne des sciences
- Centre de Astrofísica et Technologies Accordes
- Centre d'Études Scientifiques
- Musée de Science et Technologie
- Musée d'Histoire Naturelle de Valparaíso
- Musée Interactif Mirador
- Musée national d'histoire naturelle de Santiago
- Télescope SOAR

## Activités
- Congrès du Futur
- Foire Scientifique Nationale Juvénile